# Gilbert White Ganong
Pour les articles homonymes, voir Ganong.
Gilbert White Ganong (1851 - 1917) était un homme d'affaires et un homme politique canadien qui fut lieutenant-gouverneur du Nouveau-Brunswick.

## Biographie
Gilbert Ganong est né le 22 mai 1851 à Springfield dans une famille descendante d'Huguenots de La Rochelle.
Il entame dans un premier temps une carrière d'instituteur mais, après quatre années d'enseignement, fonde à Saint-Stephen avec son frère un magasin de détail qui allait devenir Ganong Bros., la chocolaterie la plus ancienne du Canada.
Ganong se lance en politique en 1896 et est élu député fédéral de la circonscription de Charlotte le 23 juin de la même année. Il sera ensuite réélu aux élections de 1900 et 1904, mais battu à celles de 1908.
Il est nommé lieutenant-gouverneur du Nouveau-Brunswick le 29 juin 1917, mais décèdera quelques mois plus tard, le 31 octobre 1917 à Saint-Stephen.